# Egen
Egen ist ein Ortsteil und eines der sieben Kirchdörfer von Wipperfürth im Oberbergischen Kreis im südlichen Nordrhein-Westfalen (Deutschland) innerhalb des Regierungsbezirks Köln.

## Lage und Beschreibung
Egen liegt unweit der Bevertalsperre auf der Wasserscheide zwischen den Bächen Bever und Lüttgenau, die jeweils einen Seitenarm der Bevertalsperre speisen. Ein Quellbach des Bachs Lüttgenau, der Egenbach, entspringt unweit des Ortes.
Egen ist durch ein Netz von kleinen Zufahrtsstraßen aus allen Richtungen erreichbar. Der Ort stellt die höchste Erhebung der Umgebung.

## Geschichte

### Erstnennung
1548 wurde der Ort das erste Mal urkundlich als op dem Eigen erwähnt und zwar „Jorgen op dem Eigen ist aufgeführt in den Listen der bergischen Spann- und Schüppendienste.“
1871 wurde Egen zur selbständigen Pfarrei erhoben, dokumentiert durch die Pfarrerhebungsurkunde des Erzbischofs Paulus Melchers. Im Zuge der Neuordnung der Kirchengemeinden im Dekanat und Seelsorgebereich Wipperfürth ist die Pfarrei durch Urkunde des Erzbischofs Joachim Kardinal Meisner zum 31. Dezember 2007 aufgehoben und zum 1. Januar 2008 der Pfarrei St. Nikolaus in Wipperfürth zugewiesen worden.

## Sehenswürdigkeiten
Die katholische Kirche Unbefleckte Empfängnis ist durch eine Eigeninitiative der Egener Bürger um 1850 errichtet worden. Der Friedhof liegt etwas außerhalb des Ortskerns. Das Friedhofskreuz von 1871 dort ist ein eingetragenes Baudenkmal – ebenso das Wegekreuz am Haus Egen 4 aus dem Jahr 1890. Seit dem Jahr 1836 wurden in einem Saal einer Gastwirtschaft Schulkinder unterrichtet. Nach einem Brand im Jahr 1907 wurde die Schule in dem 1909 neu errichteten Gebäude Egen 5 bis zum Jahr 1968 fortgeführt.

## Freizeit

### Sport
Bei Egen befindet sich ein kleiner Sportplatz des TuS Egen.

### Wander- und Radwege
An der Kirche in Egen befindet sich ein kleiner Wanderparkplatz, an dem die Wipperfürther Ortsrundwanderwege A1, A2, A3, A5, A6 und A7 beginnen. Die SGV-Hauptwanderstrecke X7 von Arnsberg nach Düsseldorf-Gerresheim, Residenzenweg genannt, durchläuft den Ort. Der Bergische Panoramasteig durchläuft den Ort von Süd nach Nord auf seiner 5. Etappe von Wipperfürth nach Radevormwald.

## Verkehr
Egen ist durch die Buslinie 337 nach Wipperfürth an den ÖPNV angebunden.

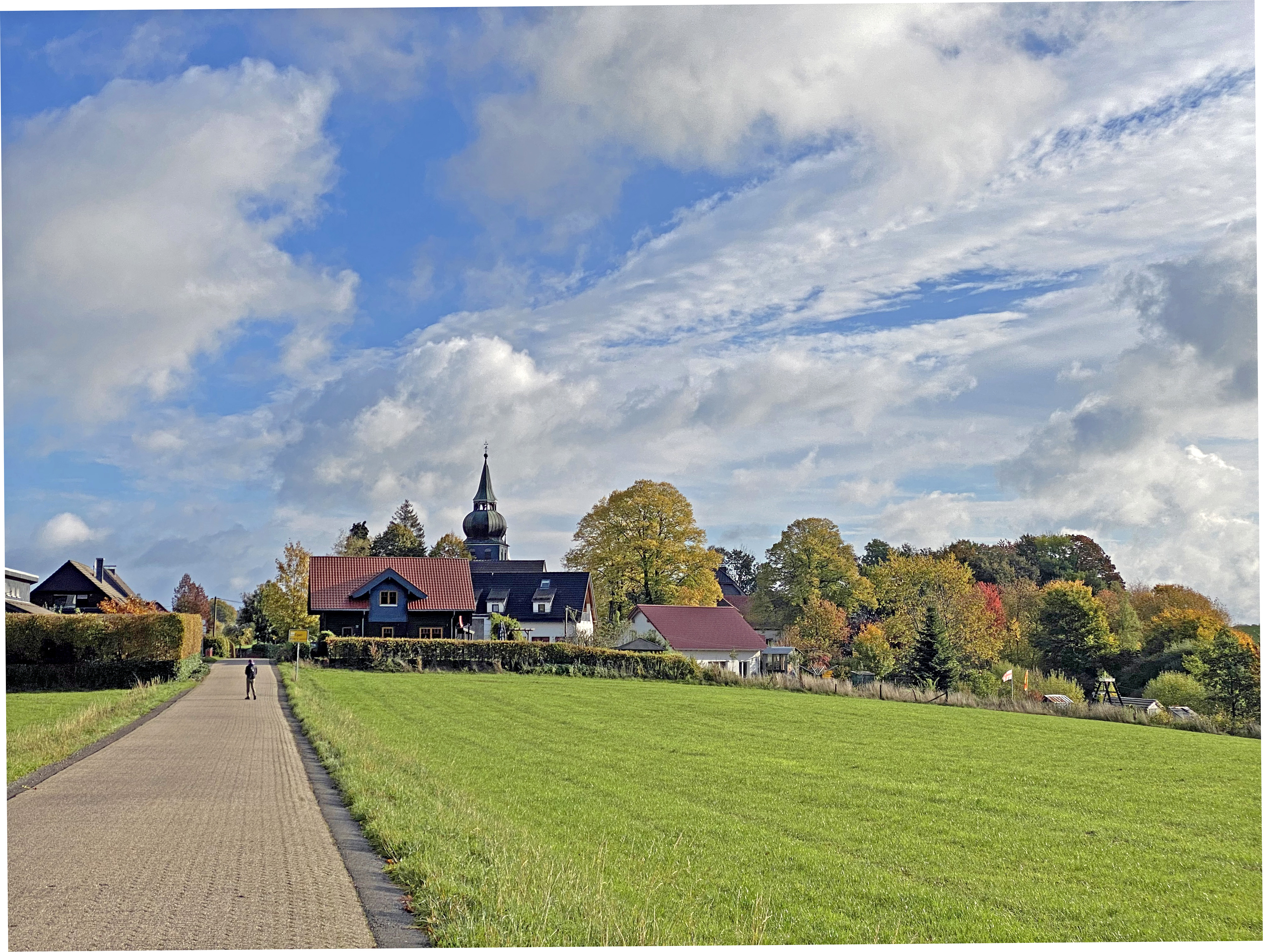
Kirchdorf Egen aus Südwest
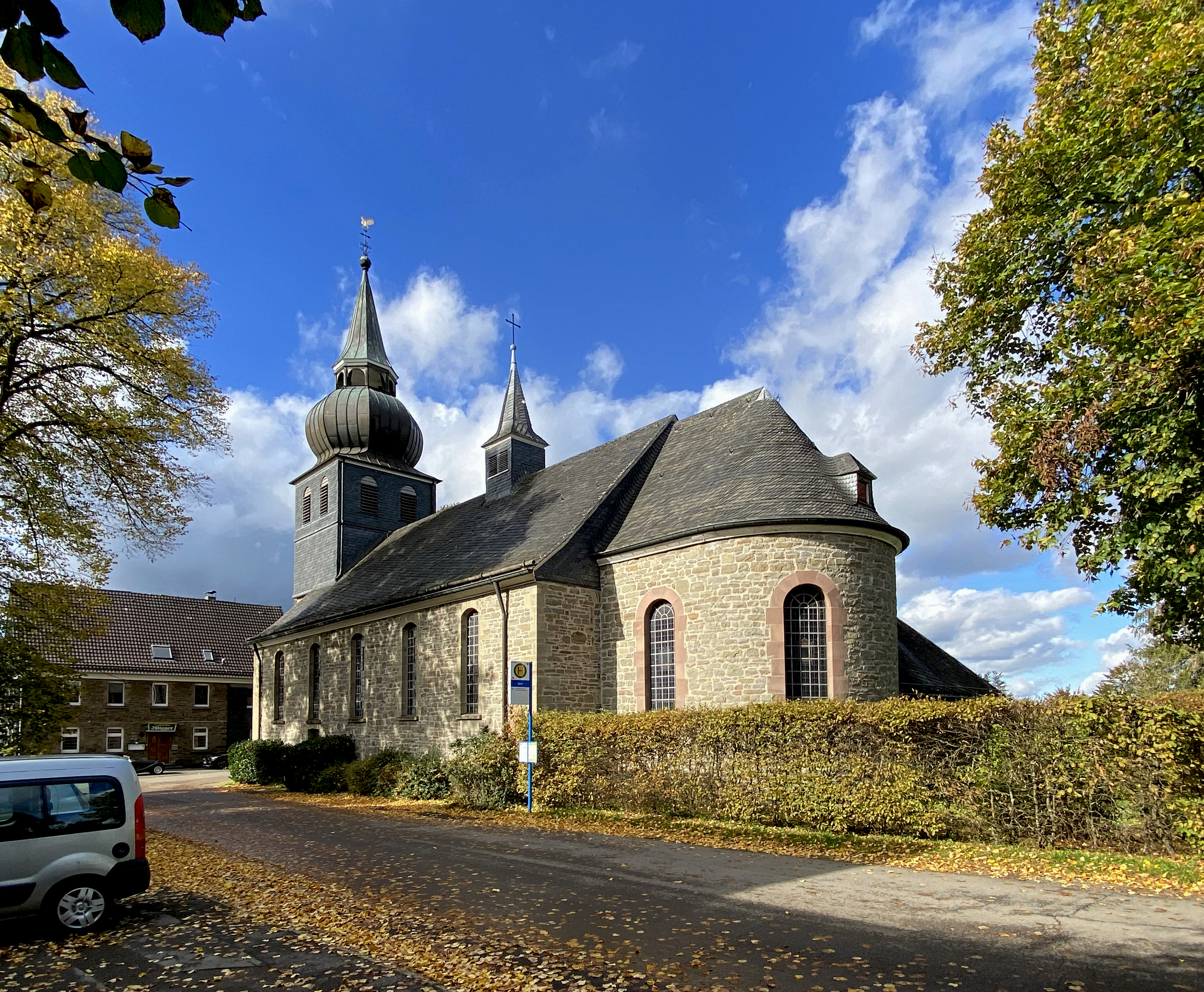
Kirche Egen
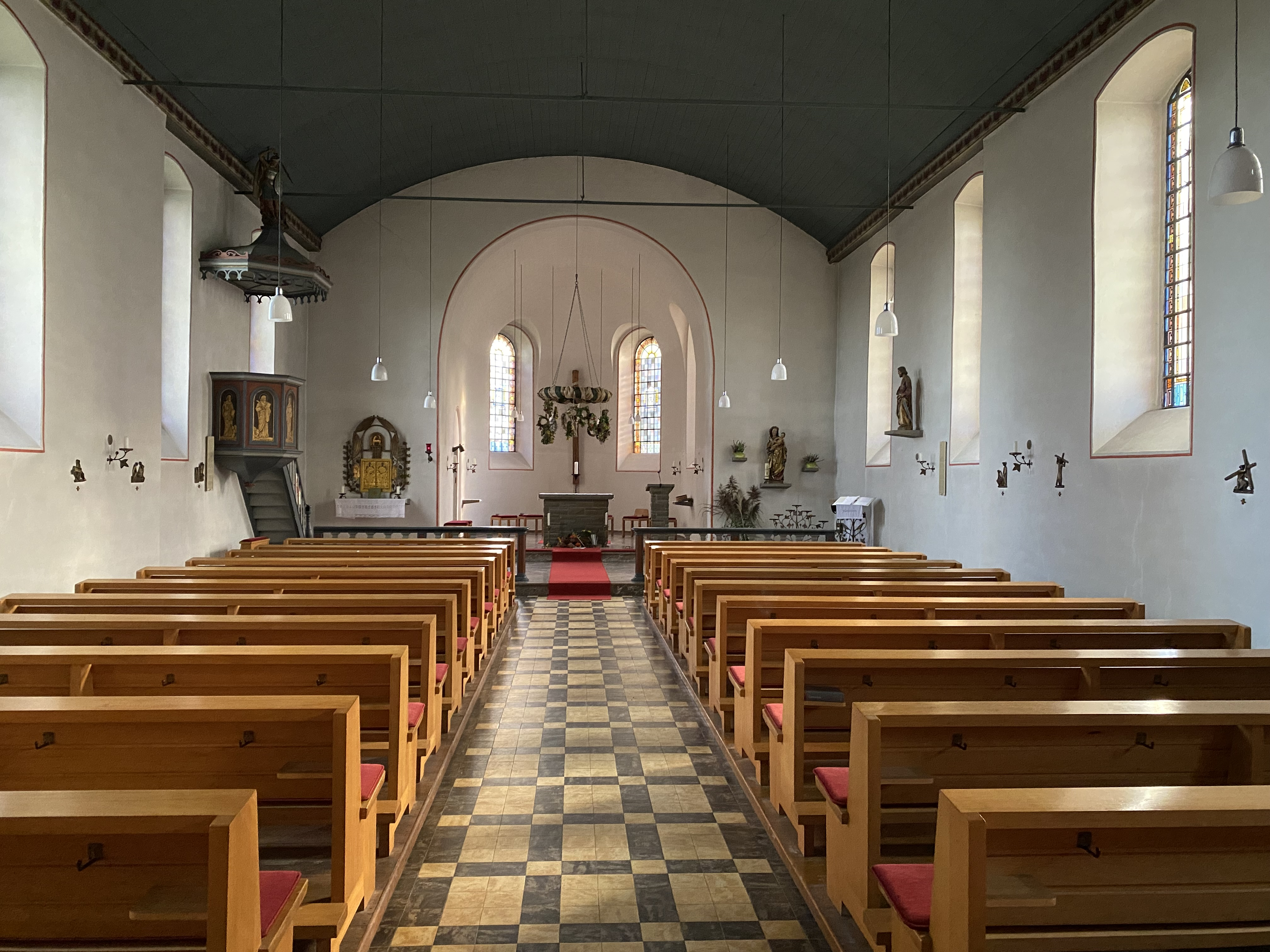
Interieur Kirche Egen
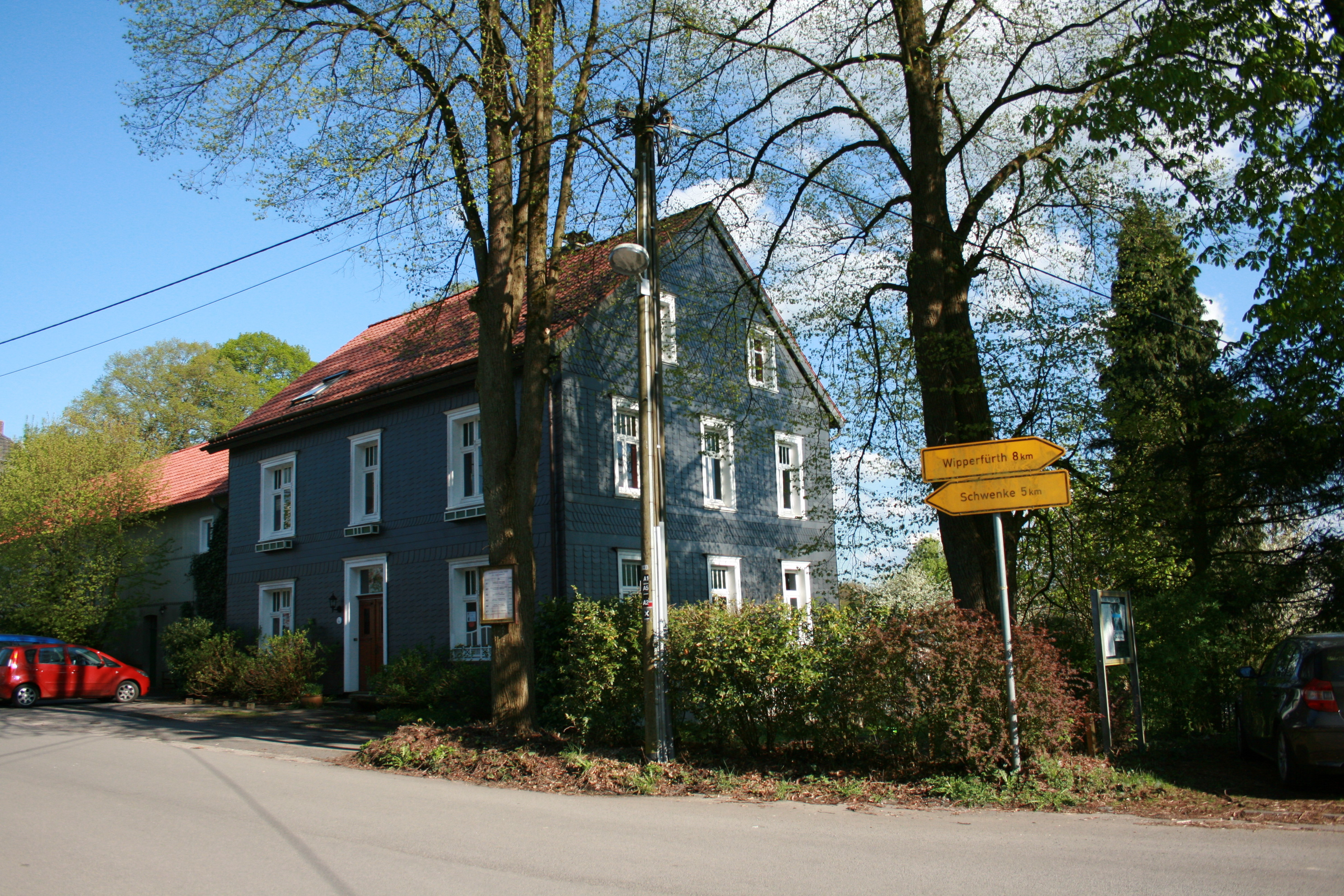
Egen 4
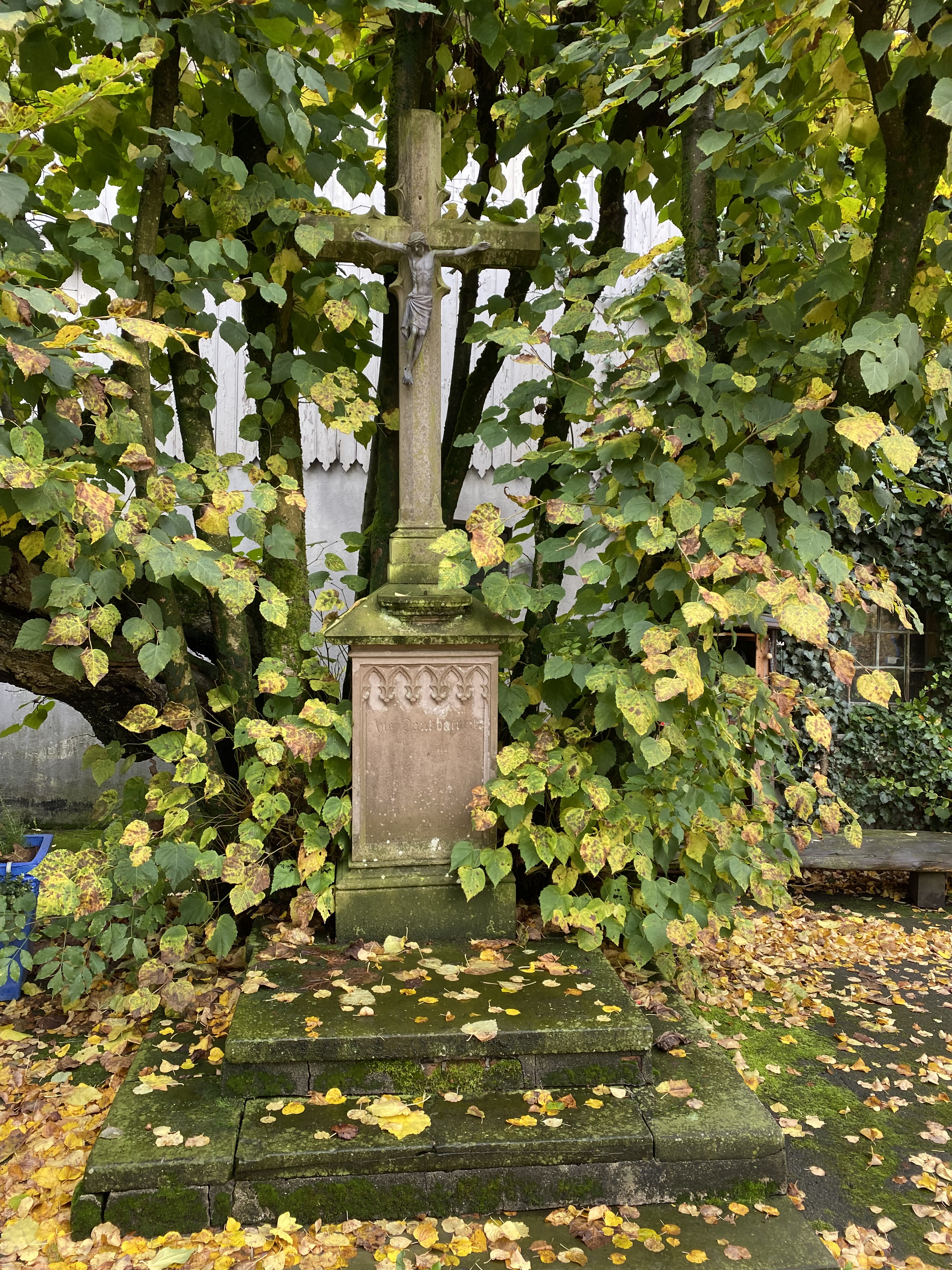
Baudenkmal Wegekreuz Egen 4
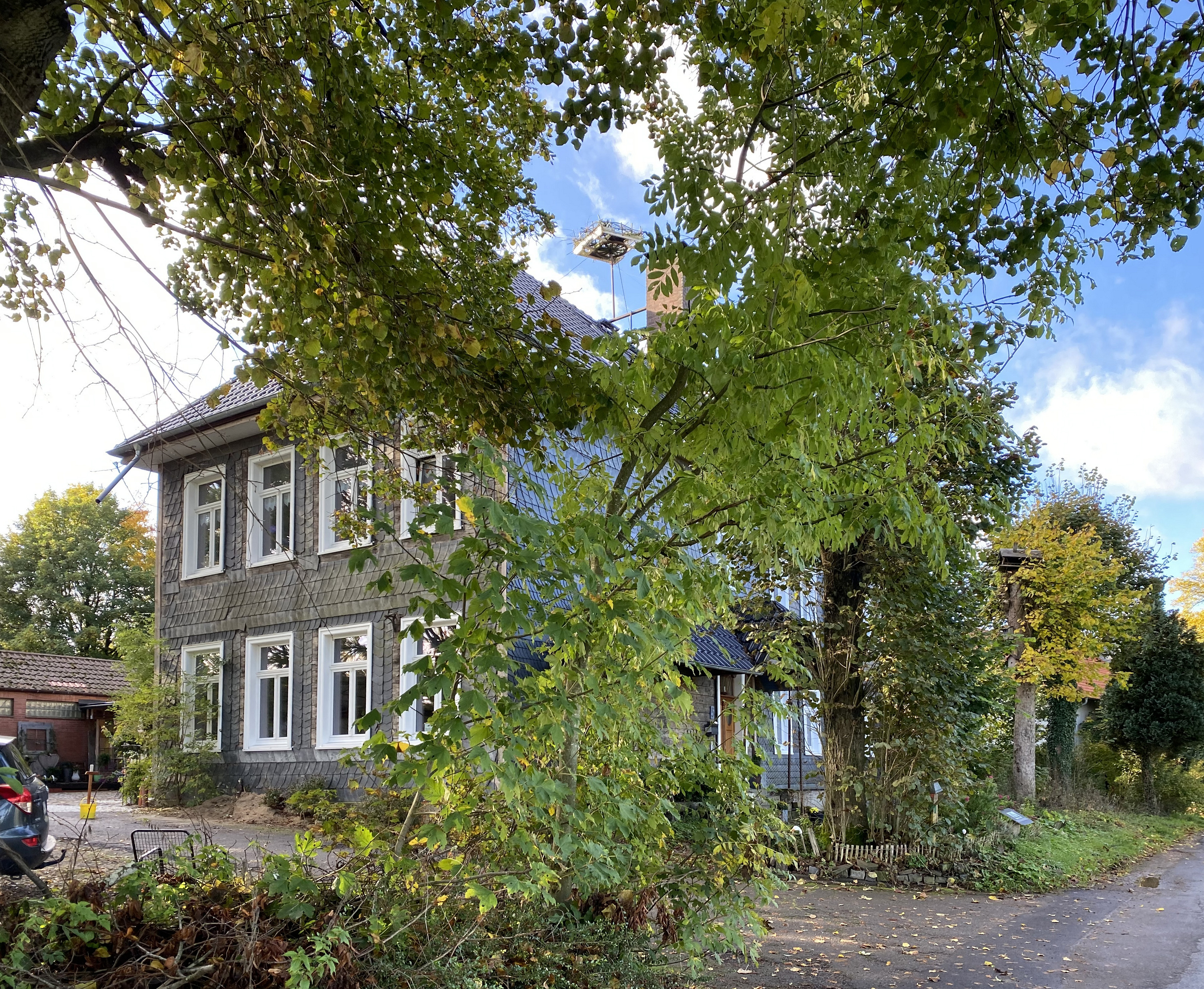
ehem. Schule – Egen 5
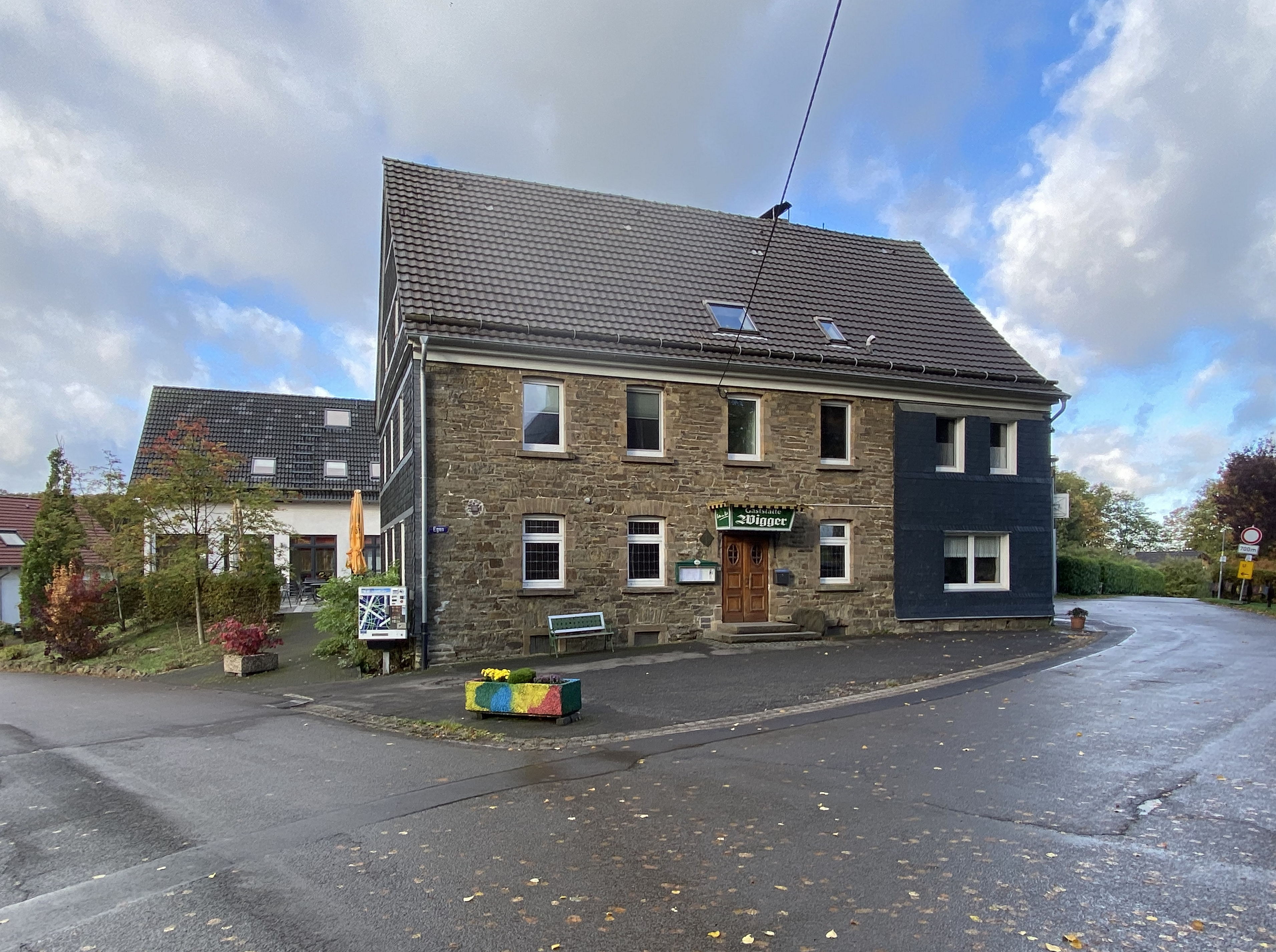
Gaststätte Wigger – Egen 3
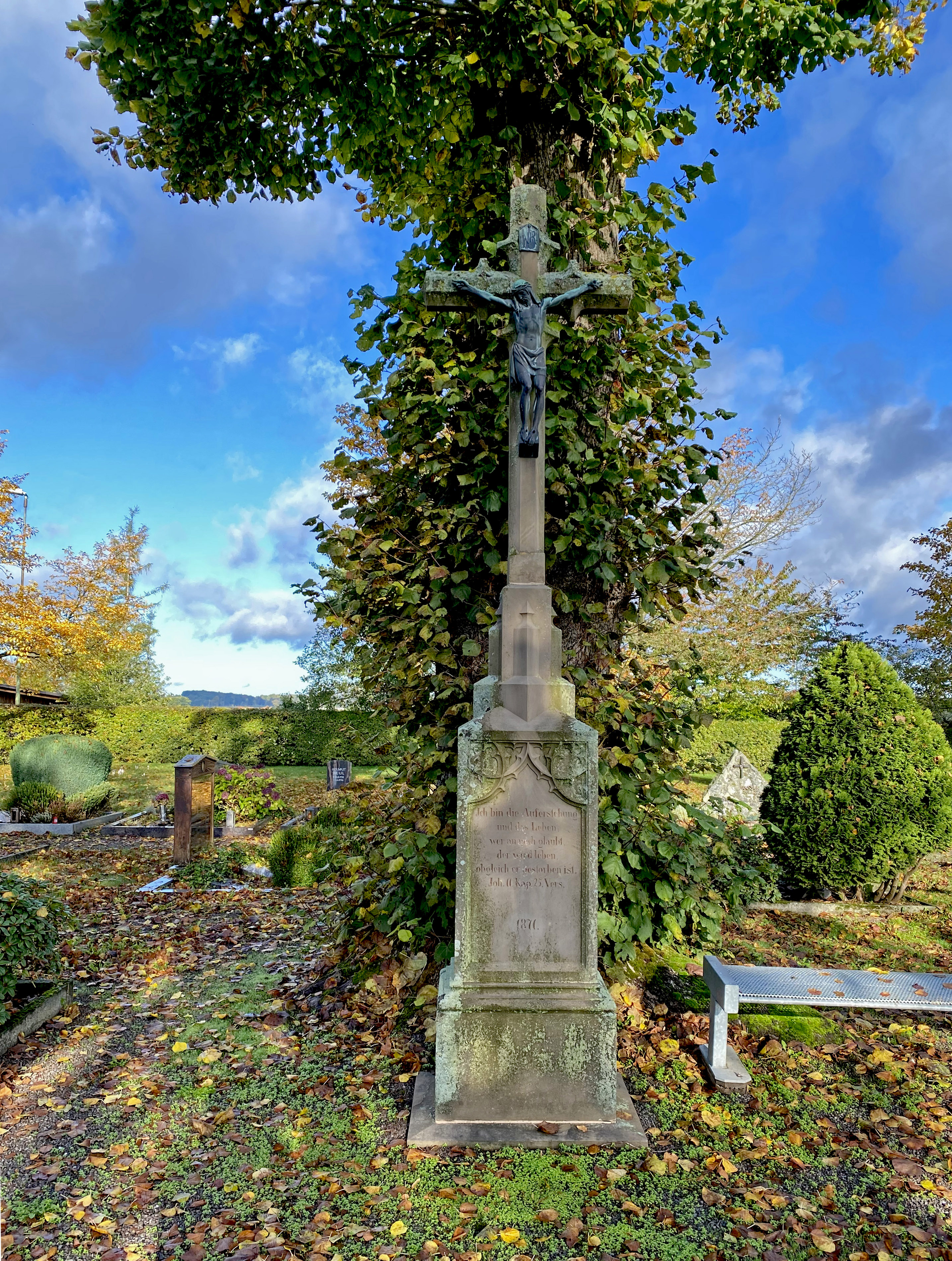
Baudenkmal Friedhofskreuz
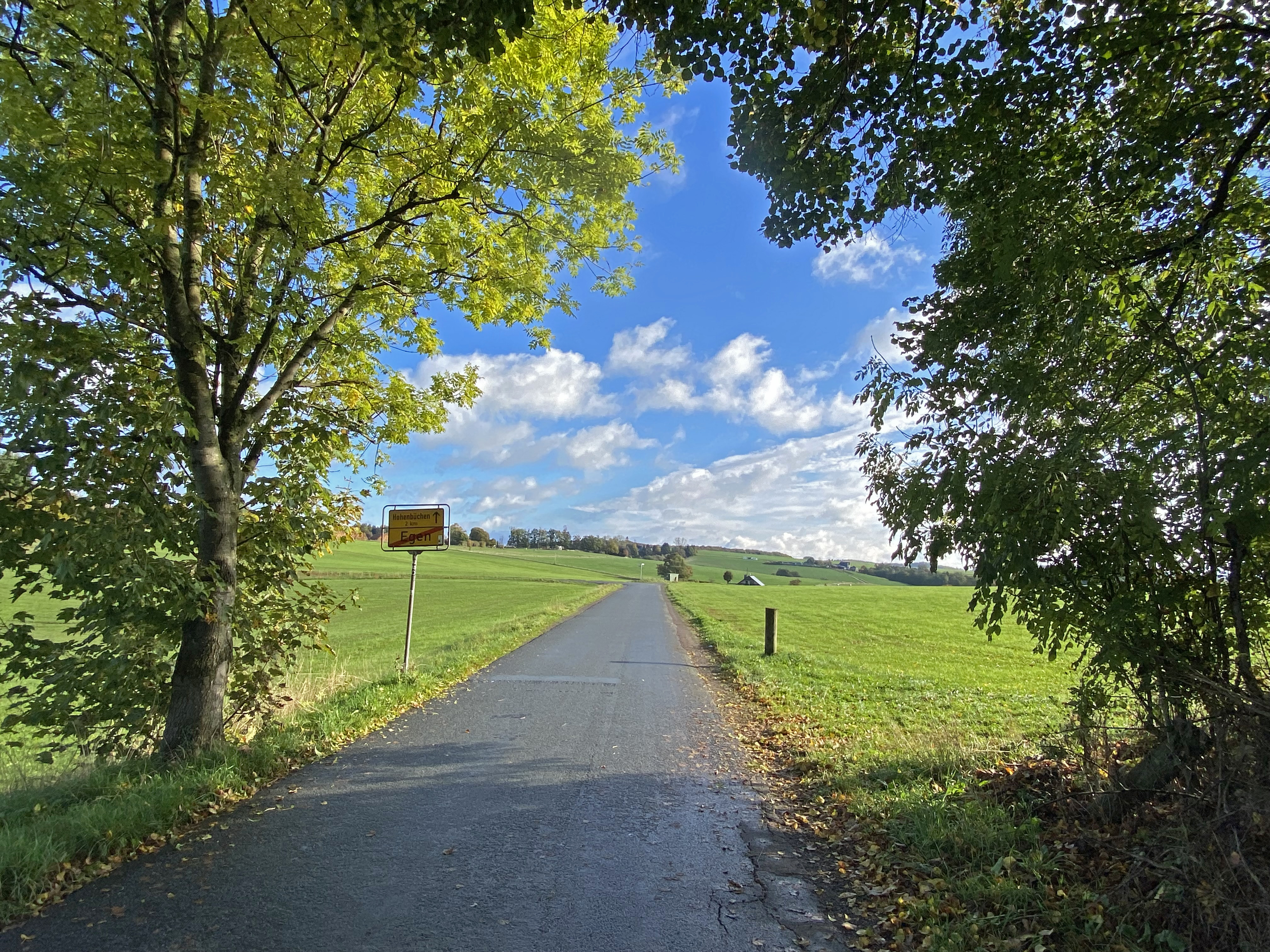
Jenseits von Egen – gen Norden auf dem Bergischen Panoramasteig